# ウーゴ・ロリス
ウーゴ・ロリス（Hugo Lloris、フランス語発音: [yɡo joʁis]ユゴ・ヨリス、1986年12月26日 - ）は、フランス・アルプ＝マリティーム県ニース出身のサッカー選手。メジャーリーグサッカー・ロサンゼルスFC所属。元フランス代表。ポジションはGK。フランス代表歴代最多出場記録保持者。

## 経歴

### 幼少期
1986年12月26日、南フランスのニースにある上流階級の家庭に生まれた。彼の父親はカタルーニャ系のモンテカルロを拠点とする銀行員であり、母親は弁護士である。9歳年下の弟ゴティエ・ロリスも、兄ウーゴの古巣であるOGCニースでディフェンダーとしてプレーするサッカー選手である。6歳の時、ニース郊外のシミエ(Cimiez)にあるカルチャーセンターでサッカーを始めた。そこでは様々なポジションをこなし、コーチがボール扱いの巧さやキャッチング能力の高さに気付く前にはストライカーとしてプレーしたこともあった。13歳まではテニス選手としても優秀であった。かつてニースに在籍し、フランス代表としてもプレーしたドミニク・バラテリが古巣に獲得を進言し、10歳の時にニースの下部組織に入団した。

### クラブ経歴

#### ニース

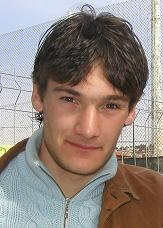
2005年のニース時代

3年ほどリザーブチームで過ごし、トップチームに昇格するとすぐさま背番号1を与えられた。リーグカップでは正GKのダミアン・グレゴリーニに代わってレギュラーを任せられ、2005年10月25日のシャトールー戦でプロデビューを果たし、その試合は2-0の完封勝利を収めた。次のラウンドのCSスダン戦も完封勝利し、さらに準々決勝と準決勝ではボルドーと南フランスのライバルモナコから金星を挙げて、クラブ史上初めて決勝に到達した。決勝のナンシー戦にもフル出場したが、1-2で敗れて初優勝を逃した。
リーグ・アンデビュー戦となった2006年3月18日のナンシー戦は1-0で完封勝利した。その後リーグ戦4試合に出場し、2005-06シーズンは計5試合に出場した。2006-07シーズンは長年ニースの最後尾に君臨してきたグレゴリーニを差し置いてレギュラーポジションを獲得した。38試合中37試合に出場し、16位と低迷したチームで13完封を記録した。一時は最下位に落ちるなど我慢のシーズンであったが、活躍を見せ失点数はリーグ6位の少なさだった。
2007-08シーズン序盤戦は左膝靭帯の負傷に苦しみ、9月には3週間の離脱を強いられた。10月6日のル・マン戦で復帰したが、負傷した箇所を再び痛めて71分に途中交代した。6週間の離脱の後に11月24日のPSG戦で復帰して2-1で勝利を収めた。怪我もあったが残り試合にも継続して出場し、1988-89シーズンの6位以来となる好成績の8位でリーグ戦を終えた。出場30試合で24失点に抑え、13完封を記録した。チーム全体でも30失点に抑え、ナンシーのジェンナーロ・ブラチッリャーノと並んでリーグ最少失点の栄誉を手にした。欧州のビッグクラブからアプローチされるようになり、将来的な契約が期待された。

#### リヨン
ニースでの活躍を受け、グレゴリー・クーペの後釜を探していたリーグ7連覇の王者リヨン、ジーダに代わる存在を探していたミラン、ポール・ロビンソンの代役を探していたトッテナムなどの興味を引いた。ミランのアドリアーノ・ガッリアーニ副会長は「ロリスとの契約はすべて完了しており、ほとんど我々の選手といってよかったが、クリスティアン・アッビアーティがパレルモへの移籍を拒否したためにお釈迦になった」と後に発言した。リヨンのチャンピオンズリーグでの野望を移籍理由に挙げ、ミランではレギュラーとしての保証がないことも付け足した。はじめは移籍金額が公開されなかったが、後に850万ユーロであると発表された。2008年6月1日に5年契約を結び、背番号はニース時代と同じ1番に決定。クーペの後釜としてレギュラーポジションも確約された。
8月9日にシーズン開幕戦のトゥールーズ戦で移籍後初出場を果たし、3-0で勝利して初完封を記録。10月31日のライバルサンテティエンヌ戦(0-1)までに5完封をマークした。2008-09シーズンは27失点・16完封（いずれもトゥールーズのセドリック・カラッソに次ぐリーグ2位）を記録したにも関わらずボルドー・マルセイユに次ぐ3位に終わり、リーグ8連覇達成はならなかった。しかし個人の活躍が認められ、リーグ最優秀GK賞とリーグ最優秀選手賞にノミネートされた。

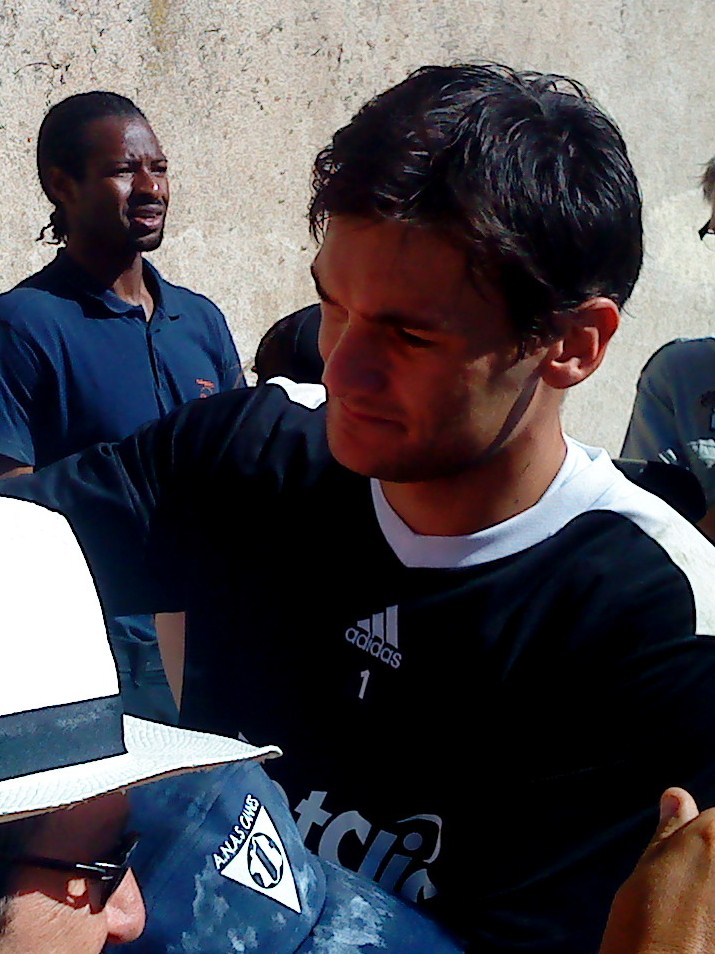
サインを書くロリス（2010年）

2009-10シーズンもレギュラーの座を守り、開幕から8試合でクラブ新記録となる4完封を記録した。2009年9月には月間最優秀選手賞を受賞したが、これは2008年8月にマルセイユのスティーヴ・マンダンダが栄誉に浴して以来のゴールキーパーの受賞であった。2009年10月20日にアンフィールドで行われたチャンピオンズリーグのリヴァプール戦ではディルク・カイトのヘディング、ダビド・ヌゴグのボレー、ファビオ・アウレリオのヘディング、ハビエル・マスチェラーノのミドル等リヴァプールの決定機を次々と防ぎ、前半の1失点のみに抑えて2-1で逆転勝利しフランスメディアに称賛された。11月5日のスタッド・ジェルランでのリヴァプール戦では前半だけでフェルナンド・トーレスやディルク・カイト、アンドレイ・ヴォロニンなどのシュートを次々に止め、後半も鋭い反射神経でルーカス・レイバのミドルシュートをセーブした。試合は後半ロスタイムにリサンドロ・ロペスの得点で1-1に追い付き、イングランドきってのクラブをグループリーグ敗退に追いやり、決勝トーナメント進出を決めた。2009年11月8日のマルセイユ戦(5-5)はマンダンダとのフランス代表対決になったが、両クラブの監督やメディアが「ザル守備 (slack defending)」とこき下ろしたように両クラブとも5得点ずつを挙げる展開になり、この両者の対戦では最も得点数の多い試合となった。12月20日には2009年のフランス最優秀選手が発表され、チェルシーのニコラ・アネルカとボルドーのヨアン・グルキュフに次ぐ3位の得票を得た。
2010年に入っても引き続きポジションを守り、年が明けてから最初の4試合で2点しか許さなかった。2月16日のチャンピオンズリーグ・ラウンド16のレアル・マドリード戦1stレグでは、61分のクリスティアーノ・ロナウドのシュートを指先で弾いて枠外にそらし、3分後のゴンサロ・イグアインのシュートは体を投げ出して抑え、ホームでの1-0の完封勝利で2ndレグへの期待を高めた。ベルナベウでの2ndレグでは6分にロナウドに得点を許し、リーグ戦から続けていた620分間連続無失点が途切れたが、その後同点に追い付いて2試合合計2-1で準々決勝に進出した。準々決勝ではボルドーとの同国対決を制してクラブ史上初の準決勝に進んだが、準決勝では準優勝だったバイエルンに敗れた。5月2日のモンペリエ戦ではロリスのフィードからミシェル・バストスが決勝点を決め、アシストを記録した。リーグ戦は2位に終わったが、リーグ3位の33失点に抑えたため2シーズン連続でリーグ最優秀GKに選出された。
2010-11シーズン開幕前、UEFAクラブ・フットボール・アワードの最優秀GK賞にノミネートされたが、チャンピオンズリーグを制したインテルのジュリオ・セザルが受賞した。シーズンでは引き続きゴールを守り、37試合出場で40失点とリーグ4位の数字を残したが、リーグ戦では3位・チャンピオンズリーグではレアルに前年の借りを返されてベスト16に終わり、国内カップ戦でも早期敗退して3季連続の無冠に終わった。
クロード・ピュエル監督が退任して、レミ・ガルデ新監督が就任した2011-12シーズンは36試合で49失点と前年より失点が増えてリーグ戦では4位に終わり9季連続で獲得してきたチャンピオンズリーグ出場権をついに手放し、チャンピオンズリーグでもキプロスのアポエルにPK戦の末に敗れて2季連続のベスト16に終わったが、クープ・ドゥ・フランスでは3部のクヴィイーを破って4季ぶりに優勝した。リーグ・カップでも決勝に進出したが、3連覇を狙ったマルセイユに敗れて準優勝だった。
2011年10月3日には契約を2015年まで延長した。

#### トッテナム
2012年8月31日、1200万ポンドでイングランドのトッテナム・ホットスパーFCに移籍。9月20日、ヨーロッパリーグのラツィオ戦(0-0)でトッテナム移籍後初めて出場した。当初は連続試合出場記録を更新し続けるフリーデルの控えであったが、10月7日のアストン・ヴィラ戦(2-0)でプレミアリーグにデビューした。2014-15シーズンより副主将に就任。2015-16シーズンからは主将に就任した。2016年12月トッテナムとの契約を2022年まで延長した。2016-17シーズンは最終節までクリーンシート数15とクルトゥワと並ぶ可能性があったが、ハル・シティ戦では1失点、クリーンシートランキング2位となった。
2018-19シーズンのCLグループステージ第3節PSV戦では、2014年以来となる退場処分を受けた。2019年2月10日の第26節レスター・シティ戦でジェイミー・ヴァーディのPKをストップすると、第29節アーセナル戦でも後半ロスタイムに負け越しがかかったオーバメヤンのPKをストップし、更に4月8日のチャンピオンズリーグ準々決勝マンチェスター・シティ戦1stレグでセルヒオ・アグエロのPKをストップ。この時点で2019年のPKセーブ率は100%であった。2ndレグではオープンな撃ち合いで4点を決められはしたが、数回の決定機を防ぎアウェイゴール差での準決勝進出に貢献した。準決勝アヤックス戦でも2試合に渡って好セーブを連発し、キャプテンとしてチームを史上初の決勝進出に導いたが、決勝ではリヴァプールに0-2と破れタイトル獲得を逃した。
2019-20シーズン、8月17日のマンチェスター・シティ戦で300試合出場を達成したが、その後10月5日のブライトン戦でハイボールの目測を誤って後ろに転倒し、肘を脱臼する重傷を負って長期離脱した。翌年1月23日の第24節ノリッジ戦で先発復帰を果たし、残りのリーグ戦にフル出場してトッテナムのヨーロッパリーグ出場権獲得に貢献した。セーブ率76.9%は同シーズンのプレミアリーグに10試合以上出場したGK23人中1位であった。2021-22シーズン、2022年2月19日、マンチェスター・シティ戦で、トッテナムでの公式戦400試合出場を果たした(トッテナムの選手としては12人目)。2022-23シーズン、2023年4月23日のニューカッスル・ユナイテッド戦ではキャプテンマークを巻いてスタメンとして出場するも、前半21分で5失点を喫した。その試合のハーフタイムにフレイザー・フォースターと交代したため「懲罰交代ではないか」と噂されたが、トッテナムは「筋肉系の怪我のため交代した」と否定した。その後太ももの負傷であることが公表され、シーズンの残りの試合を欠場することとなった。2023-24シーズンは、移籍を見据えてチームのプレシーズンには不参加。サウジアラビアや古巣のOGCニース、SSラツィオなどからオファーを受けたが、合意には至らず、残留。一方で所属先のトッテナムは新守護神としてグリエルモ・ヴィカーリオを獲得し、第2GKには経験豊富なフォースターが引き続き君臨。ロリスは新監督に就任したアンジェ・ポステコグルーの構想外となり、冬に移籍市場が開かれるまでベンチ入りは一度もなかった。

#### ロサンゼルスFC
2023年12月30日、ロサンゼルスFCに移籍することが発表された。

### 代表経歴
フランスの代表チームにはU-18フランス代表で初めて招集され、2004年3月11日のU-18ドイツ代表との親善試合でデビューした。U-19フランス代表に移ると2005年のU-19欧州選手権に出場し、ヨアン・グルキュフらとともに優勝を飾った。2006年にはU-20世代の各国代表が集うトゥーロン国際大会に出場して優勝した。U-19フランス代表としては20試合に出場したが、A代表と掛け持ちしたU-21フランス代表では5試合しか出場していない。2007年以降はU-21フランス代表としての出場がなかったにもかかわらず、UEFA U-21欧州選手権出場がかかったプレーオフのために14ヶ月ぶりに招集された。
2008年2月6日のスペイン戦でフランスA代表に初招集されたが、A代表でプレーする代わりにB代表のコンゴ民主共和国戦に出場した。その後も何回かA代表に招集され、11月19日のウルグアイ戦でついに初キャップを記録した。2009年9月9日のセルビア戦ではペナルティエリア内でニコラ・ジギッチを倒したと判定され、代表戦で初のレッドカードを受けた。しかし、リプレイ映像ではロリスのファールではなかったことが確認されている。出場停止処分を経て、10月14日のオーストリア戦ではフル出場して3-1の勝利に貢献した。
2010 FIFAワールドカップ本大会出場をかけたプレーオフのアイルランド戦でのプレーはメディアや選手から称賛されるものであった。かつてフランス代表の正GKだったグレゴリー・クーペはロリスの活躍を「並はずれている」(phenomenal) と表現し、フランスメディアは「聖ロリス(Saint Lloris)」 との愛称を付けた。2010年5月中旬には2010 FIFAワールドカップに出場するフランス代表候補30人に選出され、その後発表された23人の本大会出場メンバーにも順当に選ばれた。6月11日、グループリーグ初戦のウルグアイ戦でFIFAワールドカップデビューを果たし、0-0で完封した。続くメキシコ戦では後半に2点を奪われ0-2で敗れた。3戦目の地元南アフリカ戦では相手の先制点につながるミスを犯したが、その後は度重なる好セーブを見せた。しかし、試合には1-2で敗れて1分け2敗のリーグ最下位での敗退が決まった。

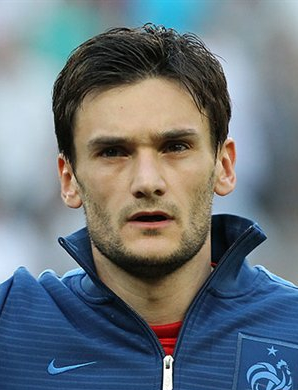
フランス代表でのロリス (2012年)

2010年11月17日のウェンブリー・スタジアムでのイングランド戦ではローラン・ブラン監督に指名されてフランス代表のキャプテンに就任してプレーし2-1で勝利を飾った。2012年2月29日のドイツ戦からは正式にキャプテンに就任した。2014 FIFAワールドカップにもキャプテンとして出場、グループリーグを1位通過し、決勝トーナメントのナイジェリア戦に勝利しベスト8に進むが、この大会で優勝するドイツに敗れた。
UEFA EURO 2016ではキャプテンとして決勝進出に貢献したが、決勝でポルトガルに敗れ準優勝に終わった。
2018 FIFAワールドカップでもキャプテンとして6試合に出場。グループリーグ第2戦のペルー戦で代表100試合出場を達成した。準々決勝のウルグアイ戦ではマルティン・カセレスの決定機を防ぎ、準決勝のベルギー戦でも、0-0で迎えた前半21分、ゴール前の混戦からトビー・アルデルヴェイレルトが振り向きざまに放ったシュートを超人的な反応でストップし、1-0での決勝進出に貢献した。決勝のクロアチア戦では自身のミスからマリオ・マンジュキッチに得点を許したが、チームメイトの活躍もあり、4-2と競り勝ちフランスは2度目の世界制覇を果たした。
2021年、UEFA EURO 2020、決勝トーナメント1回戦のスイス戦では試合中ロドリゲスのペナルティーキックをセーブしたが、延長PK戦では相手のキックを1本も止められず、チームは敗退した。
2022年11-12月、自身4度目、3大会連続のキャプテンとしてFIFAワールドカップ・カタール大会に出場。準々決勝のイングランド戦で代表通算143試合目の出場となり、リリアン・テュラムと並んでいたフランス代表の最多出場記録を更新した。2023年1月9日、代表引退を発表した。

## 人物
2008年、OGCニースでプレーしていた時に母親が死去した。フレデリック・アントネッティ監督はその2日後の試合を欠場することを薦めたが、自ら出場を懇願したために国中の尊敬を集め、その試合で見事な活躍をした。2010年8月にはフランス代表のチームメイトのカリム・ベンゼマとともにFIFA 11フランス版の表紙に採用された。2010年9月23日、第1子となる娘が誕生した。
2018年8月24日早朝、ロンドン西部 グロスタープレイスで、パトロール中の警察官に飲酒運転によって逮捕された。

## 個人成績

### クラブでの出場記録
| クラブ     | シーズン | リーグ         | リーグ戦 | リーグ戦 | カップ戦 | カップ戦 | リーグ杯 | リーグ杯 | 国際大会 | 国際大会 | その他 | その他 | 合計 | 合計 |
| クラブ     | シーズン | リーグ         | 出場     | 得点     | 出場     | 得点     | 出場     | 得点     | 出場     | 得点     | 出場   | 得点   | 出場 | 得点 |
| ---------- | -------- | -------------- | -------- | -------- | -------- | -------- | -------- | -------- | -------- | -------- | ------ | ------ | ---- | ---- |
| ニース     | 2005-06  | リーグ・アン   | 5        | 0        | 1        | 0        | 5        | 0        | -        | -        | -      | -      | 11   | 0    |
| ニース     | 2006-07  | リーグ・アン   | 37       | 0        | 0        | 0        | 0        | 0        | -        | -        | -      | -      | 37   | 0    |
| ニース     | 2007-08  | リーグ・アン   | 30       | 0        | 0        | 0        | 0        | 0        | -        | -        | -      | -      | 30   | 0    |
| ニース     | 通算     | 通算           | 72       | 0        | 1        | 0        | 5        | 0        | -        | -        | -      | -      | 78   | 0    |
| リヨン     | 2008-09  | リーグ・アン   | 35       | 0        | 2        | 0        | 0        | 0        | 8        | 0        | 1      | 0      | 46   | 0    |
| リヨン     | 2009-10  | リーグ・アン   | 36       | 0        | 2        | 0        | 0        | 0        | 14       | 0        | -      | -      | 52   | 0    |
| リヨン     | 2010-11  | リーグ・アン   | 37       | 0        | 2        | 0        | 0        | 0        | 8        | 0        | -      | -      | 47   | 0    |
| リヨン     | 2011-12  | リーグ・アン   | 36       | 0        | 4        | 0        | 3        | 0        | 10       | 0        | -      | -      | 53   | 0    |
| リヨン     | 2012-13  | リーグ・アン   | 2        | 0        | 0        | 0        | 0        | 0        | 0        | 0        | 1      | 0      | 3    | 0    |
| リヨン     | 通算     | 通算           | 146      | 0        | 10       | 0        | 3        | 0        | 40       | 0        | 2      | 0      | 201  | 0    |
| トッテナム | 2012-13  | プレミアリーグ | 27       | 0        | 0        | 0        | 1        | 0        | 5        | 0        | -      | -      | 33   | 0    |
| トッテナム | 2013-14  | プレミアリーグ | 37       | 0        | 1        | 0        | 1        | 0        | 6        | 0        | -      | -      | 45   | 0    |
| トッテナム | 2014-15  | プレミアリーグ | 35       | 0        | 0        | 0        | 1        | 0        | 8        | 0        | -      | -      | 44   | 0    |
| トッテナム | 2015-16  | プレミアリーグ | 37       | 0        | 0        | 0        | 0        | 0        | 9        | 0        | -      | -      | 46   | 0    |
| トッテナム | 2016-17  | プレミアリーグ | 34       | 0        | 1        | 0        | 0        | 0        | 8        | 0        | -      | -      | 43   | 0    |
| トッテナム | 2017-18  | プレミアリーグ | 36       | 0        | 0        | 0        | 0        | 0        | 7        | 0        | -      | -      | 43   | 0    |
| トッテナム | 2018-19  | プレミアリーグ | 33       | 0        | 0        | 0        | 0        | 0        | 11       | 0        | -      | -      | 44   | 0    |
| トッテナム | 2019-20  | プレミアリーグ | 21       | 0        | 2        | 0        | 0        | 0        | 4        | 0        | -      | -      | 27   | 0    |
| トッテナム | 2020-21  | プレミアリーグ | 38       | 0        | 1        | 0        | 4        | 0        | 5        | 0        | -      | -      | 48   | 0    |
| トッテナム | 2021-22  | プレミアリーグ | 38       | 0        | 2        | 0        | 2        | 0        | 1        | 0        | -      | -      | 43   | 0    |
| トッテナム | 2022-23  | プレミアリーグ | 17       | 0        | 0        | 0        | 0        | 0        | 6        | 0        | -      | -      | 23   | 0    |
| トッテナム | 通算     | 通算           | 353      | 0        | 7        | 0        | 9        | 0        | 70       | 0        | -      | -      | 439  | 0    |
| 総通算     | 総通算   | 総通算         | 571      | 0        | 18       | 0        | 17       | 0        | 110      | 0        | 2      | 0      | 718  | 0    |

| クラブ  | シーズン | リーグ | リーグ戦 | リーグ戦 | 合計 | 合計 |
| クラブ  | シーズン | リーグ | 出場     | 得点     | 出場 | 得点 |
| ------- | -------- | ------ | -------- | -------- | ---- | ---- |
| ニースB | 2004-05  | CFA    | 12       | 0        | 12   | 0    |
| ニースB | 2005-06  | CFA    | 8        | 0        | 8    | 0    |
| 総通算  | 総通算   | 総通算 | 20       | 0        | 20   | 0    |

### フランス代表での出場試合
- 国際Aマッチ 145試合 0得点（2008年 - 2022年）[68]

| フランス代表 | 国際Aマッチ | 国際Aマッチ |
| 年           | 出場        | 得点        |
| ------------ | ----------- | ----------- |
| 2008         | 1           | 0           |
| 2009         | 7           | 0           |
| 2010         | 11          | 0           |
| 2011         | 11          | 0           |
| 2012         | 13          | 0           |
| 2013         | 11          | 0           |
| 2014         | 11          | 0           |
| 2015         | 7           | 0           |
| 2016         | 13          | 0           |
| 2017         | 9           | 0           |
| 2018         | 14          | 0           |
| 2019         | 6           | 0           |
| 2020         | 6           | 0           |
| 2021         | 16          | 0           |
| 2022         | 9           | 0           |
| 通算         | 145         | 0           |

## タイトル

### クラブ
オリンピック・リヨン
- クープ・ドゥ・フランス：2011-12
- トロフェ・デ・シャンピオン：2012

### 代表
U-19フランス代表
- UEFA U-19欧州選手権：2005

フランス代表
- FIFAワールドカップ：2018
- UEFAネーションズリーグ：2020-21

### 個人
- リーグ・アン最優秀ゴールキーパー：2008-09, 2009-10, 2011-12
- リーグ・アンベストイレブン：2008-09, 2009-10, 2011-12
- リーグ・アン月間最優秀選手：2008年4月, 2009年9月